# Suites à Buffon
Le Suites à Buffon (= Seguito a Buffon) è un insieme di pubblicazioni di argomenti naturalistici che continuano l'opera di Buffon Storia naturale. Il titolo completo di questa collana è: "Suites à Buffon, formant avec les œvres de cet auteur un Cours complet d'Histoire naturelle embrassant les trois règnes de la nature" ("Seguito (o continuazione) di Buffon", che forma, con le opere di questo autore, un Corso completo di Storia naturale che abbraccia i tre regni della natura).

Sotto questo titolo l'editore parigino Nicolas Roret (1797-1860) pubblicò con autori diversi, due collane di opere di Storia naturale. Una, più vecchia, nel formato in 18°, l'altra nuova, nel formato in 8°.

## "Suites à Buffon"
Dopo aver acquistato a riscatto la Libreria Deterville, Roret recuperò anche la proprietà dei libri della ditta, in cui era compresa la "Storia naturale" di Buffon nella collana diretta da René Castel. Questa collana era stata pubblicata inizialmente da Deterville, per i tipi della stamperia Crapelet, a Parigi, in 80 volumi in 18°, dal 1799 al 1802. Castel per l'occasione l'aveva abbreviata, classificata secondo il sistema di Linneo e quindi ridotta a 26 volumi. Per formare un "Corso completo di Storia naturale" Roret aggiunse 54 volumi che formavano il seguito, la continuazione dell'opera di Buffon. La collana fu quindi riedita dal 1º febbraio 1830 con il titolo di "Suites à Buffon della Libreria Enciclopedica Roret", e i vari volumi potevano essere acquistati separatamente. L'acquirente, infatti, poteva non prendere i volumi che già possedeva in un'altra edizione delle opere di Buffon o nella Suite a Bernard Germain de Lacépède.
Naturalisti come Jean-Baptiste de Lamarck (1744-1829), Pierre André Latreille (1762-1833), Charles-Nicolas-Sigisbert Sonnini de Manoncourt (1751-1812), Charles-François Brisseau de Mirbel (1776-1854), Louis-Augustin Bosc d'Antic (1759-1828) e René Richard Louis Castel (1758-1832) figurano fra gli autori che hanno pubblicato testi nella serie delle Suites à Buffon.

## "Nuove Suites à Buffon"
Quest'opera costituì una grande realizzazione dell'editore Roret. Comprendeva 89 volumi in 8°. Comparve dal 1834 al 1890 in diverse forme, estratti e riedizioni, e portò il nome di "Nuove Suites à Buffon".

A partire dal 1º gennaio 1834 Roret pubblicò infatti sotto questo titolo una serie di trattati e di saggi su diverse branche delle Scienze naturali, a cui parteciparono numerosi naturalisti:
- Charles Jean-Baptiste Amyot (Emitteri)
- Jean Guillaume Audinet-Serville (Emitteri e Ortotteri)
- Gabriel Bibron (Rettili)
- Gaspard Auguste Brullé (Imenotteri)
- Jean-Baptiste Alphonse Dechauffour de Boisduval (Lepidotteri)
- Alphonse Louis Pierre Pyrame de Candolle (Introduzione alla Botanica)
- Félicien Chapuis (Coleotteri)
- Georges Frédéric Cuvier (Cetacei)
- Gabriel Delafosse (Mineralogia)
- Félix Dujardin (Elminti, Zoofiti, Infusori, Echinodermi)
- André Marie Constant Duméril (Rettili)
- Auguste Henri André Duméril (Pesci)
- Isidore Geoffroy Saint-Hilaire (Zoologia generale)
- François Louis Paul Gervais (Artropodi)
- Achille Guénée (Lepidotteri)
- Jules Haime (Zoofiti)
- Louis Hippolyte Hupé (Zoofiti, Echinodermi)
- Jean Jacques Nicolas Huot (Geologia)
- Jean Théodore Lacordaire (Introduzione all'Entomologia, Coleotteri)
- Amédée Louis Michel Lepeletier (Imenotteri)
- René-Primevère Lesson (Zoofiti)
- Pierre Justin Marie Macquart (Ditteri)
- Henri Milne-Edwards (Crostacei, Zoofiti)
- Jean Louis Armand de Quatrefages de Bréau (Anellidi)
- Jules Pierre Rambur (Neurotteri)
- Édouard Spach (Piante Fanerogame)
- Louis Léon Vaillant (Anellidi)
- Charles Athanase Walckenaer (Artropodi)

## "Entomologia"
Quest'opera, edita da Nicolas Roret e da suo figlio Edme (1834-1894) è costituita da 35 volumi.

## Galleria d'immagini
Pagine di collezioni di insetti. 